# Furcifer polleni
Furcifer polleni (französisch: Caméléon de Mayotte) ist eine Chamäleonart aus der Gattung Furcifer. Der Artname polleni ehrt den niederländischen Naturforscher François Pollen, der gemeinsam mit Douwe Casparus van Dam den Holotypus gesammelt hatte.

## Merkmale
Furcifer polleni ist ein mittelgroßes Chamäleon. Das Männchen erreicht eine Gesamtlänge von 20,5 cm, das Weibchen ist mit 14,8 cm deutlich kleiner. Der Kopf ist durch einen ziemlich hohen Helm charakterisiert, der den Rücken deutlich überragt und mit plattenähnlichen Schuppen bedeckt ist. Nur das Männchen hat einen Rückenkamm, der sich bis zum Schwanz erstreckt. Die Grundfärbung ist höchst variabel. Beim Männchen sind helle Muster von verschiedenen Grau- und Grüntönen zu erkennen. Selten kommen auch einfarbig graue oder grüne Exemplare vor. Die Oberlippenschilder sind gewöhnlich weiß. Beim Weibchen sind die Farbtöne häufig grün und gelb. Helmoberseite und Zehenspitzen sind ziegelrot, die Augenlider und der Kehllappen sind hellblau.

## Verbreitung
Furcifer polleni war früher nur auf der Komoreninsel Mayotte heimisch. Eine von Menschen in Anjouan etablierte Population, die bei der Berechnung der effektiv besiedelten Fläche nicht berücksichtigt wird, ist bisher nur aus Gärten der Stadt Hombo bekannt

## Lebensraum
Die Art kommt sowohl in natürlichen als auch in von Menschen gestalteten Lebensräumen vor, die unberührte Feuchtwälder, Plantagen und Gärten umfassen. In einer Feldstudie auf Mayotte von 2011 wurden 35 Exemplare von Furcifer polleni in einer Reihe von Habitaten in Höhenlagen zwischen 27 und 459 Metern gefunden. Dazu gehörten (in etwa gleicher Anzahl) unberührte Wälder, degradierte Waldgebiete, Plantagen und buschige Trockenvegetation. In Mangrovenwäldern wurden keine Individuen gefunden, aber mehrere in städtischen Gebieten.

## Lebensweise
Furcifer polleni ist normalerweise eine friedvolle Art. Nur männliche Artgenossen zeigen gegenseitig ein aggressives Verhalten. Wenn zwei Männchen aufeinandertreffen, attackieren sie sich mit weit aufgerissenen Mäulern und versuchen sich durch Beißattacken vom Ast zu vertreiben.

## Status
Die IUCN stuft die Furcifer polleni als „nicht gefährdet“ (least concern) ein, obwohl keine Informationen über die Bestandsentwicklung vorliegen. Die Art ist sowohl in städtischen als auch auf intensiv genutzten landwirtschaftlichen Flächen weit verbreitet. Die anhaltende Verschlechterung der natürlichen Lebensräume auf Mayotte scheint sich nicht auf den Bestand auszuwirken. Auch die Intensivierung der landwirtschaftlichen und gartenbaulichen Flächen zeigt voraussichtlich nur wenig Wirkung. Furcifer polleni wird in Anhang II des Washingtoner Artenschutzübereinkommens gelistet, was den Handel mit Wildfängen dieser Art reguliert. In den zehn Jahren ab 2000 wurden 1562 Exemplare von Furcifer polleni von der Insel exportiert. Dies hatte offenbar keinen großen Einfluss auf die Populationsgröße gehabt und stand im Gegensatz zu der endemischen Chamäleonart Furcifer cephalolepis von Grande Comore, die erheblich stärker vom Handel betroffen ist. Über 14.000 Exemplare wurden von dort im gleichen Zeitraum exportiert, was sich offenbar auf die Wildpopulationen dieser Art auswirkte. Die Studie kam zu dem Schluss, dass die Population von Furcifer polleni stabil ist.

## Haltung in menschlicher Obhut
Vier Wochen nach der Paarung legt das Weibchen sechs bis zwölf Eier auf den Boden des Vivariums. Bei Bebrütungstemperaturen von 28 bis 31 °C schlüpfen die Jungen nach 260 bis 270 Tagen.